# Aruodynerus aruanus
Aruodynerus aruanus är en stekelart som först beskrevs av Giovanni Gribodo 1891.
Aruodynerus aruanus ingår i släktet Aruodynerus och familjen Eumenidae. Inga underarter finns listade.